# Жасінту Сантуш
Жасінту Жозе Мартінш Годінью Сантуш (порт. Jacinto José Martins Godinho Santos; 28 січня 1941, Матозінюш — 21 липня 2023, Антверпен) — португальський футболіст, що грав на позиції центрального захисника, насамперед за «Бенфіку», а також національну збірну Португалії.

## Клубна кар'єра
Народився 28 січня 1941 року в місті Матозінюш. Вихованець футбольної школи клубу «Лейшойнш». Дорослу футбольну кар'єру розпочав 1960 року в основній команді того ж клубу, в якій провів два сезони, взявши участь у 27 матчах чемпіонату. 
1962 року перейшов до лідера тогочасного португальського футболу столичної «Бенфіки», кольори якої захищав протягом наступних дев'яти років. За цей час сім разів вигравав національну першість Португалії.
Завершував ігрову кар'єру у рідному «Лейшойнші», до складу якого повернувся 1971 року і де провів свій останній сезон у професійному футболі.

## Виступи за збірну
1966 року дебютував в офіційних матчах у складі національної збірної Португалії.
Загалом протягом чотирирічної кар'єри у національній команді провів у її формі 5 матчів. У грі відбору на ЧС-1970 проти збірної Румунії центральний захисник відзначився дублем, забивши два з трьох голів своєї команди.